# Alphorn

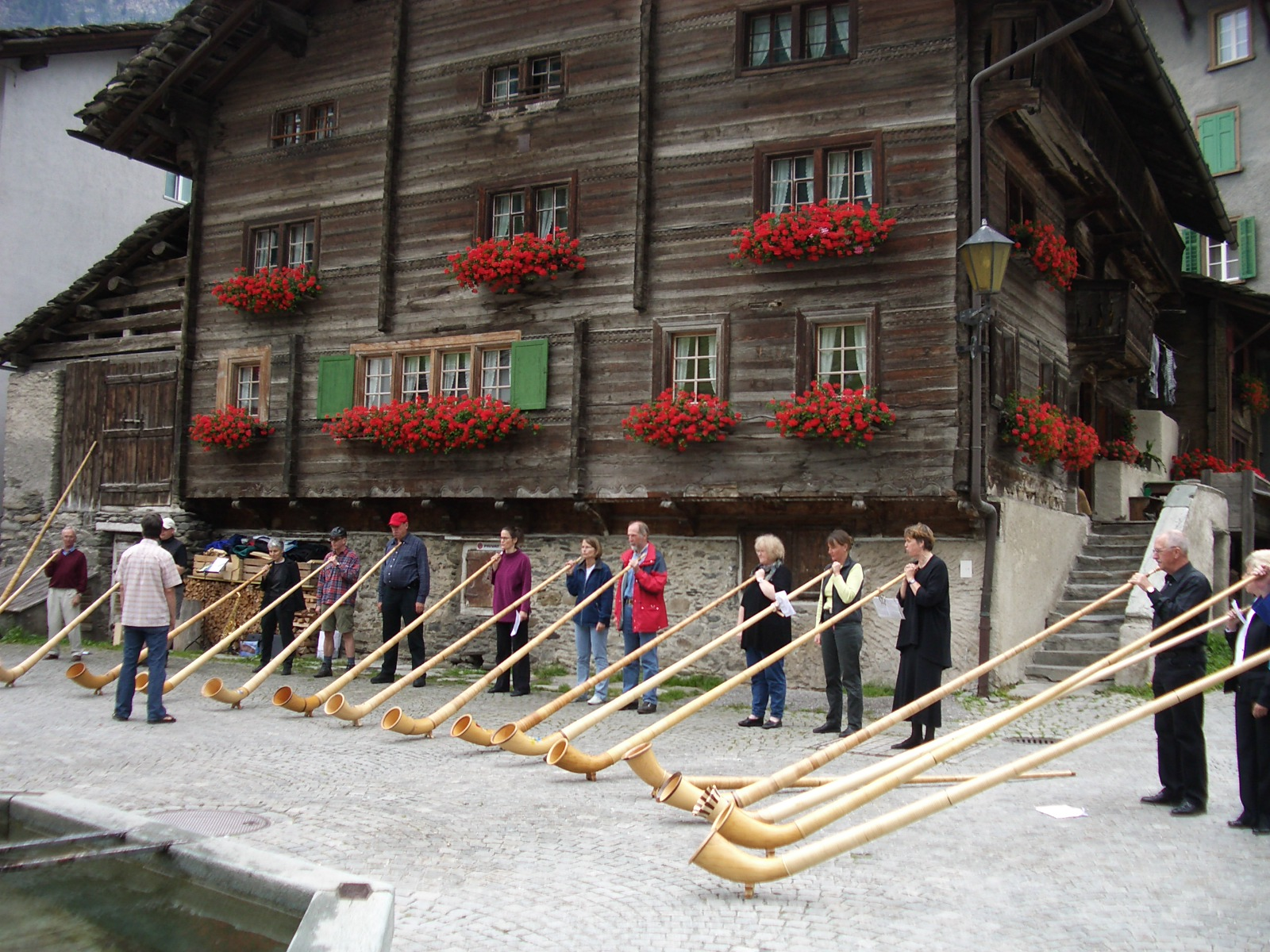
Alphorn-Konzert in Vals GR (2005)

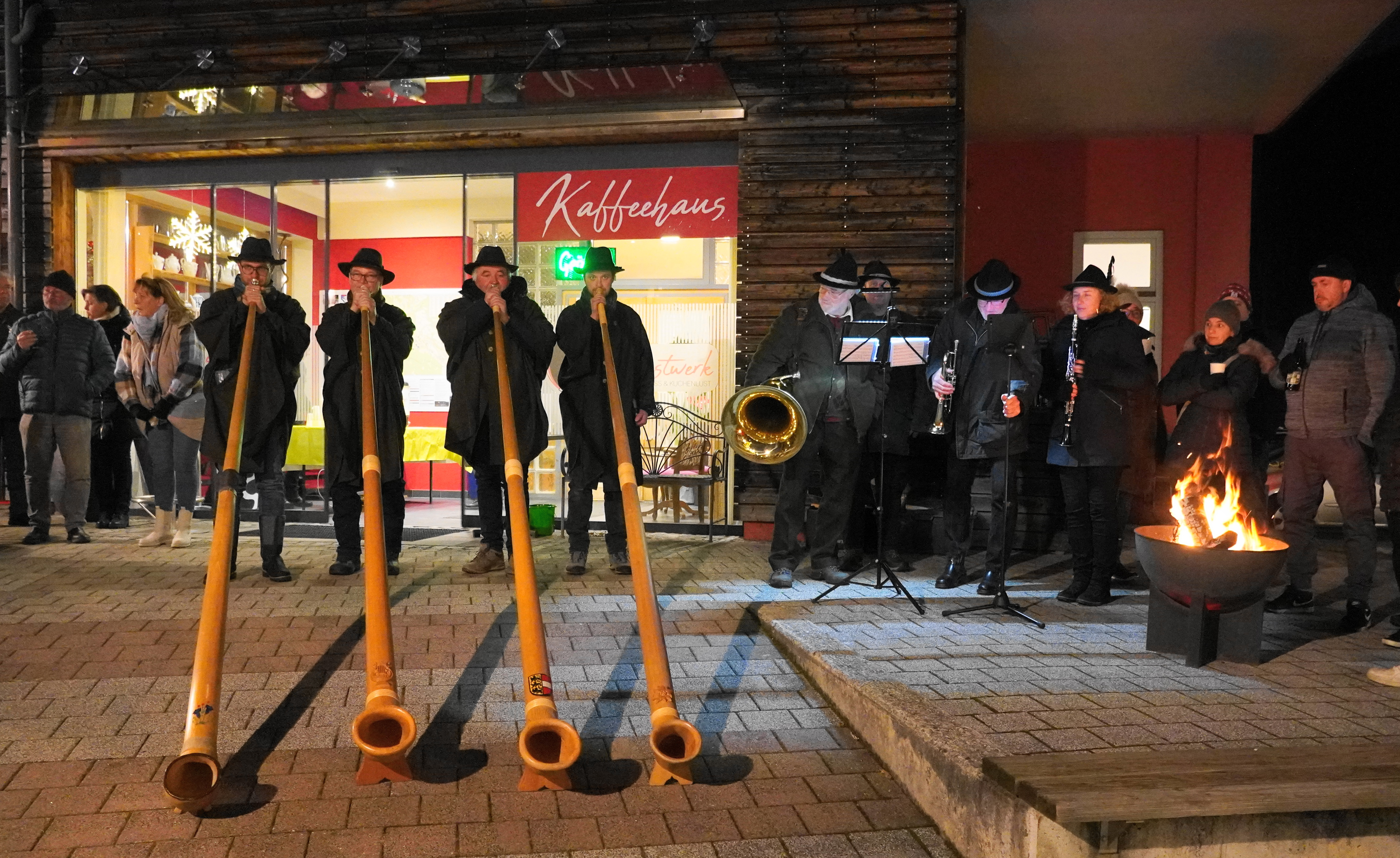
Alphornbläser aus dem Katschtal, Kärnten, Österreich

Das Alphorn ist ein zumeist aus Holz gefertigtes Blasinstrument in der Form eines langen, konischen Rohrs, das am Ende wie ein Kuhhorn gebogen ist und in einen Schallbecher übergeht. Es ist vor allem im Alpenraum verbreitet.
Das Alphorn zählt zu den Blechblasinstrumenten. Diese Zuordnung ergibt sich unabhängig vom verwendeten Material aus der Technik der Tonerzeugung und dem Mundstücktypus (Kessel- oder Trichtermundstück bzw. Kombinationen hieraus). Da es keine Möglichkeit hat, seine Rohrlänge flexibel zu verändern, ist das Alphorn an die Töne der Naturtonreihe gebunden (zur Physik der Tonerzeugung siehe den Artikel Polsterpfeife) und ist somit ein Naturhorn. Es gilt als ein Nationalsymbol der Schweiz. Auch in Österreich und den bayerischen Alpen sind Alphörner verbreitet.

## Herkunft

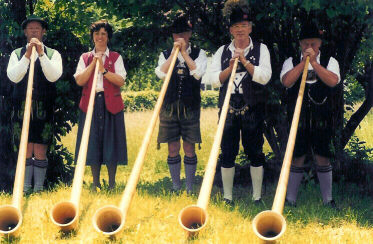
Alphornbläser in Dießen am Ammersee (2004)

Lange fingerlochlose Holztrompeten gab oder gibt es in vielen Kulturen und Ländern, z. B. in den Karpaten (trembita), in Polen (bazuna) in Rumänien (bucium), in Ungarn (fakürt) in Skandinavien (lur), in Peru (pampa corneta) und bei den Māori in Neuseeland (pūkaea).
Der Schweizer Geschichtsschreiber Sigismund Furrer (1788–1865) berichtet, dass ein Kuhhirte im Baltschiedertal im Jahr 1212 so laut in das Horn geblasen haben soll, dass man es bis Visp hören konnte, um vor dem Einfall des Herzogs von Zähringen zu warnen. Der Volksüberlieferung zufolge wurde das Alphorn in manchen Schweizer Gebieten im 14. Jahrhundert als Signalinstrument verwendet.
Die erste bekannte schriftliche Erwähnung eines Alphorns in der Schweiz datiert auf 1527. Von damals stammt ein Eintrag in einem Rechnungsbuch des Klosters von St. Urban über „zwei Batzen an einen Walliser mit Alphorn“. Kurz erwähnt wird das Alphorn in Johann Rudolf Wyss, Reise in das Berner Oberland (1817). Es sind mehrere historische Beschreibungen zum Bau eines Alphorns überliefert, darunter in Heinrich Szadrowsky, Die Musik und die tonerzeugenden Instrumente der Alpenbewohner (1867/68), und Erich Röhr, Die Herstellung eines Alphorns (1934).
Im 18. Jahrhundert geriet das Alphorn fast in Vergessenheit, da die verarmten musizierenden Hirten in den Städten es im 17. Jahrhundert in Verruf brachten und es als Bettelhorn verspottet wurde. Doch die Romantik und die Touristen in den Schweizer Alpen (zuerst waren es vor allem die Engländer) brachten im 19. Jahrhundert die Folklore und auch das Alphorn zum Blühen. Heute gilt in der Schweiz das Alphorn und das Schweizer Taschenmesser neben Käse und Schokolade als das Nationalsymbol. Die ersten Hirtenfeste (Unspunnenfeste) mit Alphorn-Musik fanden 1805 und 1808 statt.

## Bauform
Das Alphorn gehört aufgrund seiner Anblastechnik instrumentenkundlich zu den Blechblasinstrumenten, obwohl es traditionell überwiegend aus Holz gefertigt wird. Es kann, je nach Landschaft, 5 bis 10 km weit gehört werden. In der Schweiz erfreut sich das Alphorn allgemeiner Beliebtheit. Es besitzt weder Klappen, Züge noch Ventile und ist daher bezüglich der zu spielenden Töne auf die Naturtonreihe beschränkt. Der nach demselben Prinzip funktionierende Büchel und die Tiba sind in der Schweiz weniger verbreitet.

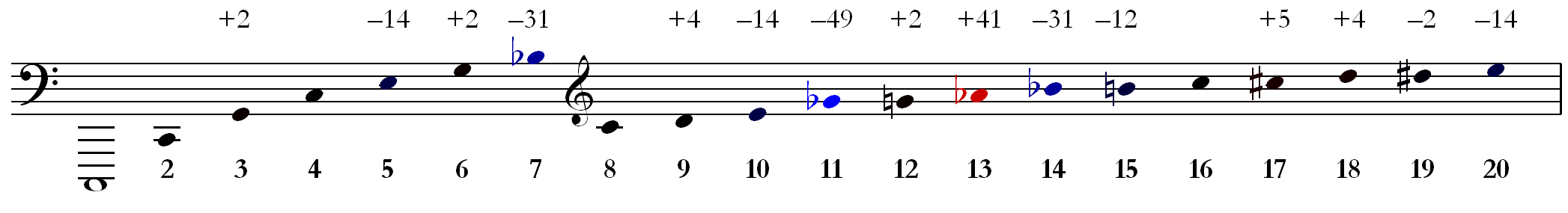
Naturtonreihe, die fortlaufende Nummer unterhalb der Töne beschreibt das Vielfache zur Grundfrequenz; darüber die Abweichung zum nächsten Ton der gleichstufigen Stimmung in Cent

Beispielsweise hat in der Sinfonia pastorella für Alphorn und Streicher von Leopold Mozart das Soloinstrument einen Tonumfang von nur vier Tönen, dem Dreiklang aus 4., 5. und 6. Naturton und der darunterliegenden Quarte (3. Ton). Geübte Spieler erreichen allerdings die ersten 16 Töne der Naturtonreihe. Drei der Naturtöne (7./14., 11. – das Alphorn-Fa, 13.) liegen relativ mittig zwischen zwei aufeinanderfolgenden Halbtönen der gleichstufigen Tonleiter. Von einigen Musikern werden diese für mit westlicher Musik vertraute Ohren ungewohnt bzw. dissonant klingenden Töne deshalb nicht verwendet. Andere sehen sie als Instrumententypisch und setzen sie als klangliche Eigenheit eines Naturinstruments bewusst ein.

## Verbreitung und Verwendung

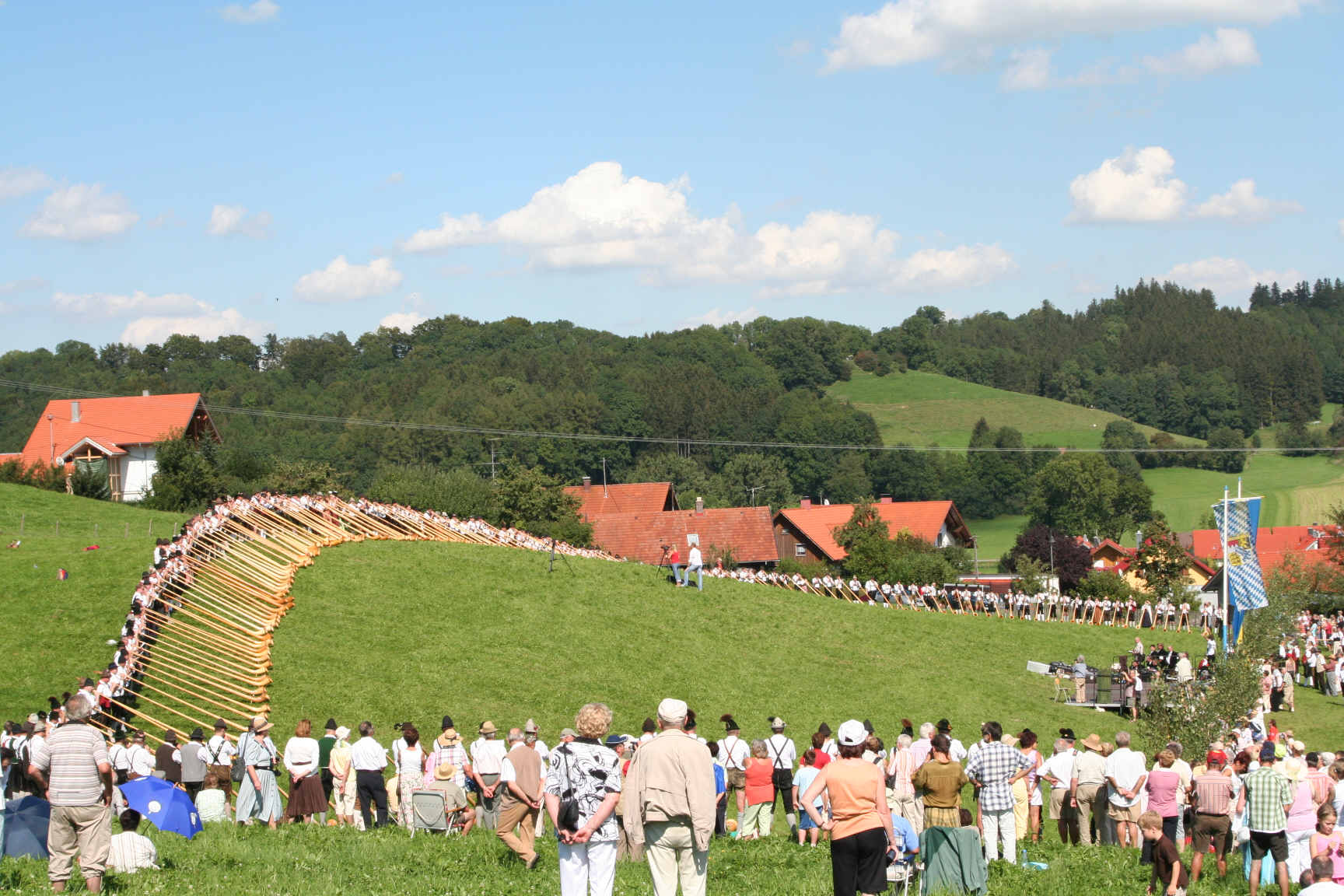
49. Allgäuer Alphornbläsertreffen 2007 in Engetried

Der Eidgenössische Jodlerverband zählt an die 1800 organisierte Alphornbläser in der Schweiz und in der ganzen Welt zu seinen Mitgliedern. In Deutschland gibt es zahlreiche Alphornbläser, die sich auch zu internationalen Treffen zusammenfinden und dort als Solisten, Ensembles oder auch in Massenchören auftreten, wie beispielsweise beim jährlichen Allgäuer Alphornbläsertreffen oder beim Landestreffen der baden-württembergischen Alphornbläser. In Österreich gibt es unter anderem das Alphornfestival in Baad im Kleinwalsertal. Es werden auch regelmässig Alphornkurse angeboten, so in Sörenberg in der Innerschweiz; an solchen Kursen finden auch Alphornformationen zusammen.
Im jetzt französischen Munster (Elsass), dessen Geschichte von den Zuwanderern aus den Alpenländern nach dem Dreißigjährigen Krieg geprägt wurde, hat sich das Alphorn-Spielen unter den Sennern auf den vogesischen Gipfeln seit zwei Jahrhunderten eingebürgert. Obwohl diese Tradition erst am Anfang des 19. Jahrhunderts schriftlich belegt ist, besteht kein Zweifel daran, dass die Herstellung und Anwendung des Alphorns durch Münsterer Sennhirten auf den vogesischen Almen auf die Schweizer oder Tiroler Einwanderung in das verwüstete Tal zurückzuführen sind. Es bedurfte einiger Jahrhunderte, bis dieses eingeführte Wissen sich dauerhaft im Fecht-Tal etablierte und so weit entwickelte, dass eine lokale Produktion auch mit anderen Materialien wie Glas oder Weißblech anfing.

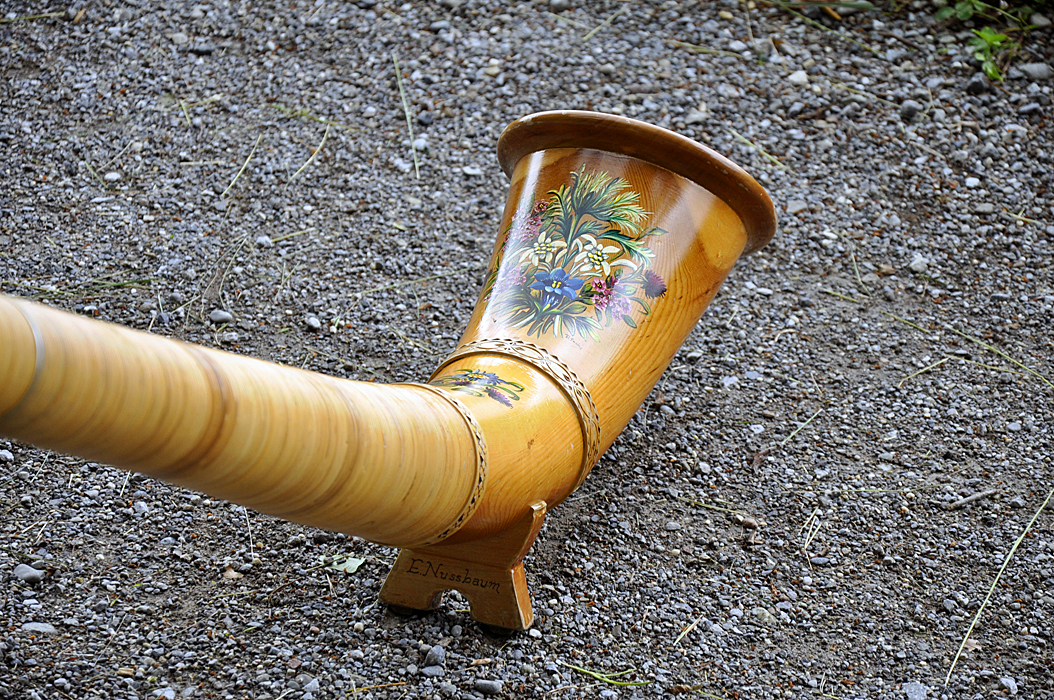
Schalltrichter eines Alphorns mit folkloristischer Bemalung

Es gibt wenige klassische Kompositionen für Alphorn, die bekanntesten davon sind die Sinfonia pastorella für Alphorn und Streicher in G-Dur von Leopold Mozart sowie die Parthia auf Bauerninstrumenten von Jiří Družecký (Georg Druschetzky). Neuere Werke sind das Concertino Rustico des ungarischen Komponisten Ferenc Farkas sowie das Konzert für Alphorn und Orchester und Dialog mit der Natur für Alphorn, Piccolo und Orchester des Schweizer Dirigenten und Komponisten Jean Daetwyler. 
Weitere Werke für Alphorn:
- 1987 schrieb Carl Rütti das Konzert für Alphorn und Streichorchester.
- 1996 entstand das Concertino für Alphorn in F und Streicher von Franz Kanefzky.
- Im Jahre 2004 entstand im Auftrag des Menuhin Festivals in Gstaad das Concerto for Alphorn and Orchestra des Schweizer Komponisten Daniel Schnyder, das von Arkady Shilkloper uraufgeführt wurde. Es verwendet ein konventionelles, klassisches Sinfonieorchester, zieht jedoch einen dreifach zu besetzenden Schlagzeugpart und Synthesizer hinzu. Stilistisch kann man es als Crossover zwischen Jazz und Klassik bezeichnen.
- 2014 wurde als Kompositionsauftrag der musica viva das concerto grosso Nr. 1 für 4 Alphörner und Orchester von Georg Friedrich Haas uraufgeführt, das mit Obertonreihen und Mikrotonalität arbeitet.[14]

Vereinzelt wird das Alphorn auch rein im Jazz verwendet. Die Gruppe Kerberbrothers Alpenfusion setzt das Instrument in den Stücken Alphornblues und Geierwalli, beide 1998 auf CD veröffentlicht, ein. Auch der Jazztrompeter und Komponist Matthias Schriefl benutzt teilweise mehrere Alphörner in verschiedenen Tonarten bei seiner Band 6, Alps and Jazz.

## Fertigung
Die Technik der Rohrherstellung aus Holz ist uralt, bis in die jüngste Zeit wurden sogar Wasserleitungen so oder ähnlich hergestellt.
Heute gibt es einige spezialisierte Instrumentenbauer, die aus geeigneten Holzstämmen ein Alphorn herstellen. Seine unten abgebogene Form stammte ursprünglich von der am Hang und somit krumm gewachsenen Fichte, die geschält und der Länge nach halbiert wird. Schon seit längerem wird dieser gebogene Teil nicht mehr verwendet und die Form des Bechers hängt nicht mehr von der natürlichen Krümmung ab, sondern ist standardisiert: In der Schweiz unterscheidet man die Berner Form – größerer Bogen – von der Luzerner oder Innerschweizer Form, mit etwas engerer Schallbecherkrümmung. Das anschließende Aushöhlen der beiden Hälften auf eine Wanddicke von 6 bis 8 Millimeter ist eine über 70 Stunden dauernde Handarbeit. Eine anschließende Umwicklung aus Peddigrohr (früher Rindenblätter, Holzstreifen oder Wurzeln) dient als Wetterschutz und ein (zumeist) hölzernes Mundstück als Mittel zur Tonerzeugung, wie bei Blechblasinstrumenten üblich. Der Preis für ein solches Instrument liegt bei etwa 1200 bis 3300 Euro (Stand: 2013).

### Stimmung
Folgende Stimmungen werden heute gebaut:
| Stimmung (Grundton) | Länge  | tiefster Ton |
| ------------------- | ------ | ------------ |
| Es                  | 4,05 m | Es1          |
| E                   | 3,89 m | E1           |
| F                   | 3,68 m | F1           |
| Fis/Ges             | 3,47 m | Fis1/Ges1    |
| G                   | 3,27 m | G1           |
| Gis/As              | 3,09 m | Gis1/As1     |
| B                   | 2,75 m | B1           |
| C                   | 2,45 m | C            |

In der Schweiz ist das Fis/Ges-Alphorn am weitesten verbreitet, in Deutschland das F-Alphorn. In der üblichen Ausführung kann man Alphörner heute in drei Teile zerlegen, es gibt auch Ausführungen in vier Teilen.

### Das längste Alphorn
Das längste Alphorn der Welt hat eine Länge von 47 Metern. Diesen Weltrekord hält der Alphornbauer Josef Stocker aus Kriens zusammen mit dem US-Amerikaner Peter Wutherich, wobei zum endgültigen Entscheid auch um den Durchmesser des Bechers (englisch bell) gerungen wurde. Nach Angaben von Josef Stocker ist dieses Alphorn nicht bespielbar. Wenn jedoch beim Zusammenbau nicht alle Teile verwendet werden, dann entsteht mit einer Länge von 14 Metern das längste bespielbare Alphorn. Es hat 64 Töne gegenüber den 16 Tönen eines „normalen“ Alphorns.
Das längste an einem Stück gefertigte Alphorn mit 20,67 Metern, eingetragen ins Guinness-Buch der Rekorde, stammt aus der Werkstatt von Alois Biermaier in Bischofswiesen (Oberbayern) und kann dort besichtigt werden.

### Weiterentwicklungen und Varianten
Heute werden vereinzelt Alphörner aus mit Glas- oder Kohlenstofffasern verstärktem Kunststoff, aber auch aus Acrylglas gefertigt. Sie sind nicht mehr als ein knappes Kilogramm schwer und kosten ca. 2500 Euro. Klanglich ist solch ein modernes Alphorn den Holzhörnern deutlich unterlegen. Versuchsweise wurden auch Instrumente mit Klappen oder einer Ventilmaschine (Wirkung der Ventile wie bei einer Trompete) gebaut, um den Tonumfang auf eine diatonische Tonleiter (Klappen) oder eine chromatische Tonleiter (Ventilmaschine) zu erweitern. Die Alphorn-Virtuosin Eliana Burki entwickelte zu diesem Zweck ein um einen Trompeten-Ventil-Aufsatz ergänztes klassisches Alphorn («Burki-Horn»).

## Orgelregister „Alphorn“
In Orgeln findet man gelegentlich das Register Alphorn. Der spezielle Klang des Alphorns wird bei diesen Orgeln durch eine Orgelpfeife (meist aus Holz) imitiert, zu finden war es zum Beispiel in der Schwalbennestorgel von 1960 im Ulmer Münster als 16′-Register im Hauptwerk (die Orgel wurde allerdings mittlerweile nach Biłgoraj (Polen) verkauft und durch ein anders disponiertes Instrument ersetzt).

## Film
Ein Dokumentarfilm über das Alphorn stammt von Stefan Schwietert und heißt Musik der Alpen – Das Alphorn. Er hat eine Spielzeit von 76 Minuten. Er behandelt die Ursprünge des Instruments und leitet über zu moderner Auffassung über das Alphornmusizieren – sozusagen vom Jodlerverband bis zum Jazz.

## Musik

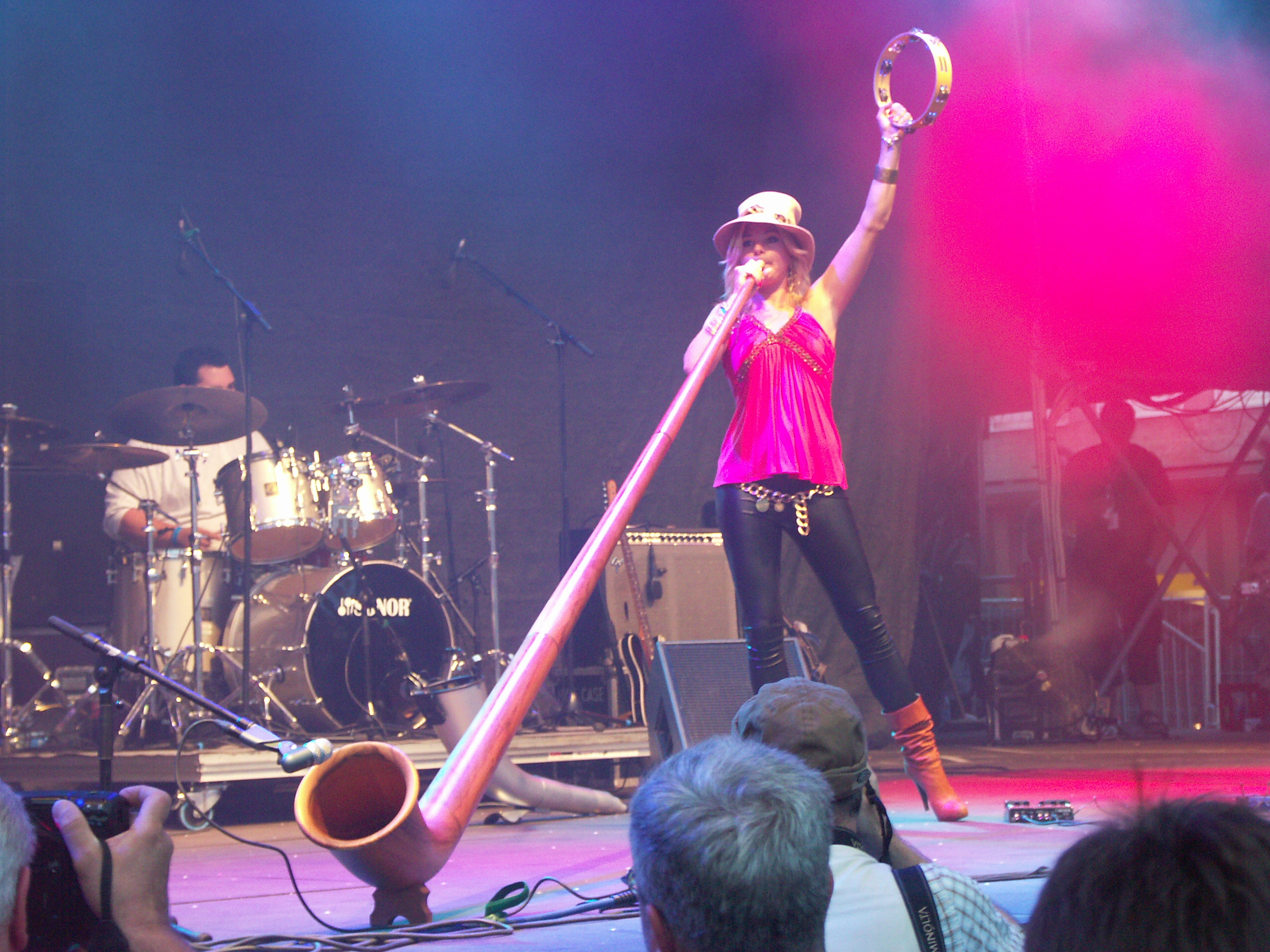
Eliana Burki spielt Alphorn beim Bardentreffen in Nürnberg (2009)

Schweizer Protagonisten im Bereich der alpinen Weltmusik sind bzw. waren Hans Kennel († 2021), Eliana Burki († 2023), MYTHA mit Betty Legler und Hans Kennel, Balthasar Streiff als Soloperformer, mit Hornroh, das Modern Alphorn Quartett und Stimmhorn. Hartmut Schmidt schrieb zwei Konzerte für Alphorn und Orchester.
Armin Rosin brachte klassische Musik in Zusammenhang mit dem Alphorn: Alphorn Goes Classic (CD-Einspielung 2001).
Im Bereich Jazz tritt der russische Hornist Arkady Shilkloper mit Alphorn auf.
Auch in der moderneren Popmusik fand das Alphorn schon Verwendung. Der Schweizer Musiker Pepe Lienhard und seine Band verwendeten das Instrument 1977 in ihrem Song Swiss Lady, mit dem sie am Eurovision Song Contest teilnahmen und damit den sechsten Platz erreichten. In der Schweiz war der Titel ein Nummer-eins-Hit und hielt sich 18 Wochen lang in den nationalen Charts.
Bekannte Schweizer Alphornspielerinnen der jüngeren Generation sind unter anderen Lisa Stoll (* 1996) und Eliana Burki (1983–2023).